# Rajiv Gandhi International Cricket Stadium
Il Rajiv Gandhi International Cricket Stadium (noto anche come Hyderabad Cricket Stadium) è uno stadio indiano di cricket situato nella città di Hyderabad, nello stato federato del Gujarat.

## Storia
Fino al 2003 l'impianto principale di cricket di Hyderabad era il Lal Bahadur Shastri Stadium, tuttavia l'impianto era di proprietà della Sports Authority of Telangana State e la Hyderabad Cricket Association non ne aveva la gestione e il controllo, ma lo utilizzava pagando un canone di affitto. Inoltre lo stadio era di dimensioni contenute sia per quanto riguarda gli spalti sia per il terreno di gioco, e questo lo rendeva poco appetibile per il grande cricket se paragonato agli impianti di altre megalopoli indiane.
A causa di questi motivi la proposta di costruire un nuovo stadio venne rapidamente approvata, e un lotto di terreno venne messo a disposizione dalla municipality di Uppal Kalan. Fu indetta un'asta per aggiudicarsi i diritti sul nome del nuovo stadio, che fu vinta dal conglomerato Visakha Industries, pertanto durante i lavori di costruzione lo stadio era chiamato Visakha International Cricket Stadium. Tuttavia prima dell'apertura il governo statale decise di cambiare il nome dell'impianto in onore di Rajiv Gandhi. Questa decisione causò diverse controversie in quanto il contratto stipulato con lo sponsor Visakha prevedeva che in caso di cambiamento di nome la HCA avrebbe dovuto pagare una penale pari a 6 volte il costo del contratto, in seguito a una lunga negoziazione la HCA riuscì a rimborsare allo sponsor solo il prezzo da questi pagato.  
Il 16 novembre 2005 lo stadio ospitò il suo primo One Day International contro il Sudafrica. Il 12 novembre 2010 fu la volta del primo test match, contro la Nuova Zelanda.